# Patrick Space Force Base
Patrick Space Force Base (tot 9 december 2020 Patrick Air Force base) is een militaire ruimtehaven en vliegbasis van de United States Space Force aan de oostkust van de Amerikaanse staat Florida. 
De basis is een census-designated place (CDP) en had 1.642 permanente inwoners bij de volkstelling van 2020, een stijging van 1.222 ten opzichte van de census van 2010. Het maakt deel uit van de Palm Bay-Melbourne-Titusville, Florida Metropolitan Statistical Area. De CDP ligt tussen Satellite Beach en Cocoa Beach in Brevard County. 
De vliegbasis is genoemd ter ere van generaal-majoor Mason Patrick, USAAC. Het is de thuisbasis van de Space Launch Delta 45 (SLD 45), de eerdere 45th Space Wing (45 SW) toen de eenheid nog deel uitmaakte van de United States Air Force. De naamswijziging van Patrick AFB naar Patrick SFB door vice-president Mike Pence liep negen maand vertraging op door de coronapandemie.  
Naast zijn verantwoordelijkheden bij Patrick SFB, controleert en exploiteert de SLD 45 Cape Canaveral Space Force Station (CCSFS) en de Eastern Range. Patrick Space Force Base is ook de thuisbasis van de 920th Rescue Wing, het Air Force Technical Applications Center en het Defense Equal Opportunity Management Institute (DEOMI). Er zijn 13.099 militairen, afhankelijke personen, civiele werknemers en aannemers op de basis. 

## Geschiedenis
Het werd oorspronkelijk geopend en geëxploiteerd van 1940 tot 1947 als Naval Air Station Banana River, een vliegveld van de United States Navy. De marine kocht 770 ha struikgewas ten zuiden van Cocoa Beach. In de Tweede Wereldoorlog begon de U.S. Navy in december 1941 anti-onderzeeërpatrouilles langs de kust van Florida met behulp van PBY Catalina en PBM Mariner watervliegtuigen. Op het hoogtepunt omvatte de basisbezetting 278 vliegtuigen, 587 burgermedewerkers en meer dan 2800 officieren en aangeworven personeel. Drie maanden na het einde van de Tweede Wereldoorlog, had Naval Air Station Banana River een ondersteunende rol bij de zoektocht naar United States Navy-vlucht 19, vijf Grumman TBF Avenger's die op 5 december 1945 spoorloos verdwenen in de Bermuda Driehoek. Ook een PBM Mariner van Banana River actief in de zoektocht verdween tijdens de missie. Het werd vervolgens in 1947 gedeactiveerd als marine-installatie en in een slapende status gehouden totdat het eind 1948 werd overgedragen aan de luchtmacht en op 10 juni 1949 omgedoopt tot de Joint Long Range Proving Ground. De installatie werd in augustus 1950 hernoemd tot Patrick Air Force Base.
Kosten-batenanalyses in het begin van de jaren 1950 wezen op de wenselijkheid om aannemers de basis te laten exploiteren. Op 31 december 1953 tekende Pan American World Services het eerste range-contract. Het Air Force Missile Test Center begon aan het einde van dat jaar met het overdragen van eigendommen en uitrusting aan Pan American World Services. Pan American opereerde de volgende 34 jaar (tot begin oktober 1988) onder contract bij de luchtmacht. In 1988 werd het oude range-contract opgesplitst in de Range Technical Services (RTS) en de Launch Base Services (LBS) contracten. Het RTS-contract werd in juni 1988 gegund aan Computer Sciences Raytheon (CSR) (een joint-venture van Computer Sciences Corporation en Raytheon) en het LBS-contract werd in augustus 1988 gegund aan Pan American World Services (waarvan de service-afdeling bij het faillissement van Pan Am werd overgenomen door Johnson Controls).
Van 1966 tot 1975 was de Space Coast de op één na meest bezochte plek door VIP's, na Washington, DC, vanwege het Space Program. Patrick AFB kreeg een protocolmedewerker toegewezen om deze bezoeken, ongeveer drie per week, bestaande uit 10 tot 150 personen, te coördineren.

## Infrastructuur en faciliteiten
De basis heeft verblijven voor gezinnen in drie afzonderlijke woongebieden, slaapzalen voor permanent personeel, de Space Coast Inn voor bezoekend personeel, recreatieve huisvesting op het strand, toegang tot het strand, een ziekenhuis en andere medische faciliteiten, bibliotheek en tal van faciliteiten voor moraal, welzijn en recreatie. De faciliteiten worden gebruikt door 4.000 militaire mannen en vrouwen, 11.500 civiele werknemers, aannemers en personen ten laste, 43.000 gepensioneerde militairen en 82.000 leden van de gezinnen van gepensioneerden. In 2009 werd de basishuisvesting geprivatiseerd en, naast voor personeel in actieve dienst en hun gezinnen, ook beschikbaar voor verhuur door leden van de Reserve en National Guard, militaire gepensioneerden, ambtenaren van het Department of Defense en DoD-aannemers.